# Лінус Валквіст
Рольф Лінус Валквіст (швед. Rolf Linus Wahlqvist, нар. 11 листопада 1996, Норрчепінг, Швеція) — шведський футболіст, фланговий захисник клубу «Норрчепінг» і національної збірної Швеції.

## Ігрова кар'єра

### Клубна
Лінус Валквіст народився у місті Норрчепінг. Із 13-ти річного віку займався футболом у школі місцевого клубу «Норрчепінг». У 2014 році Валквіст підписав з клубом свій перший професійний контракт, розрахований до кінця 2018 року. Свій перший матч у Аллсвенскан Валквіст провів у квітні 2014 року.
По закінченню контракту із «Норрчепінгом» Валквіст перейшов до складу дрезденського «Динамо», підписавши контракт на чотири роки. Але так як у 2020 році «Динамо» вилетіло у Третю лігу, то сам Валквіст висловив бажання покинути клуб.
І у серпні того ж року футболіст повернувся до «Норрчепінга».

### Збірна
У 2013 році у складі юнацької збірної Швеції для гравців віком до 17-ти років Лінус Валквіст став бронозовим призером на юнацькому чемпіонаті світу, що проходив в Об'єднаних Арабських Еміратах.
У 2017 році футболіст брав участь у молодіжному Євро, який приймала Польща.
У національній збірній Швеції Валквіст дебютував у січні 2016 року у матчі проти збірної Естонії.

## Досягнення
Норрчепінг
- Чемпіон Швеції: 2015

Збірна Швеції (U-17)
- Чемпіонат світу (U-17): бронзовий призер